# Shopel
Shopel – wieś położona w północnej części Albanii w gminie Iballë. Wieś znajduje się 96 kilometrów od stolicy państwa, Tirany.

## Demografia
Według spisu ludności z 1989 roku we wsi Shopel mieszkało 347 mieszkańców.